# The Platinum Collection (album Queen)
The Platinum Collection: Greatest Hits I, II & III – wydany w 2000 roku box zawierający wydane wcześniej trzy albumy kompilacyjne brytyjskiego zespołu rockowego Queen: Greatest Hits (1981), Greatest Hits II (1991) i Greatest Hits III (1999).
Wszystkie trzy albumy są umieszczone w jednym opakowaniu z dołączoną 39-stronicową książeczką z reprodukcjami okładek singli zespołu z lat 1974–1996 oraz krótkimi informacjami o utworach. Całość opakowana jest w grubą, szarą okładkę z logo Queen (przód) oraz spisem utworów do każdej płyty (tył).

## Sprzedaż

### Polska
W 2003 box osiągnął status złotej płyty w Polsce i ponownie 25 stycznia 2017, a 27 lutego 2019 – diamentowej.
Na polskiej liście OLiS Top 100 albumów, zestawieniu podsumowującym sprzedaż longplayów w 2018 roku, kompilacja The Platinum Collection zespołu Queen znalazła się na pozycji 6. Był to jedyny zagraniczny album, który znalazł się w pierwszej dziesiątce. Z kolei w kolejnym podsumowaniu całorocznym OLiS-u za 2019 rok wydawnictwo Queen sklasyfikowano na 8. miejscu – w czołowej 20 tego zestawienia, oprócz tej składanki, tylko album ze ścieżką dźwiękową do filmu Narodziny gwiazdy (2018) został nagrany przez zagranicznego wykonawcę – pozostałe to wydawnictwa polskich artystów.

## Greatest Hits
1. „Bohemian Rhapsody”
2. „Another One Bites the Dust”
3. „Killer Queen”
4. „Fat Bottomed Girls”
5. „Bicycle Race”
6. „You’re My Best Friend”
7. „Don’t Stop Me Now”
8. „Save Me”
9. „Crazy Little Thing Called Love”
10. „Somebody to Love”
11. „Now I’m Here”
12. „Good Old-Fashioned Lover Boy”
13. „Play the Game”
14. „Flash”
15. „Seven Seas of Rhye”
16. „We Will Rock You”
17. „We Are the Champions”

## Greatest Hits II
1. „A Kind of Magic”
2. „Under Pressure”
3. „Radio Ga Ga”
4. „I Want It All”
5. „I Want to Break Free”
6. „Innuendo”
7. „It’s a Hard Life”
8. „Breakthru”
9. „Who Wants to Live Forever”
10. „Headlong”
11. „The Miracle”
12. „I’m Going Slightly Mad”
13. „The Invisible Man”
14. „Hammer to Fall”
15. „Friends Will Be Friends”
16. „The Show Must Go On”
17. „One Vision”

## Greatest Hits III
1. „The Show Must Go On” (Queen i Elton John)
2. „Under Pressure” (Queen i David Bowie)
3. „Barcelona” (Freddie Mercury i Montserrat Caballé)
4. „Too Much Love Will Kill You”
5. „Somebody to Love” (Queen i George Michael)
6. „You Don’t Fool Me”
7. „Heaven for Everyone”
8. „Las Palabras de Amor”
9. „Driven By You” (Brian May)
10. „Living on My Own” (Freddie Mercury)
11. „Let Me Live”
12. „The Great Pretender” (Freddie Mercury)
13. „Princes of the Universe”
14. „Another One Bites the Dust” (remix Wyclefa Jeana)
15. „No-One but You (Only the Good Die Young)”
16. „These Are the Days of Our Lives”
17. „Thank God It’s Christmas”